# Gánh xiếc rong
Gánh xiếc rong là bộ phim điện ảnh Việt Nam năm 1988 do Việt Linh đạo diễn và Phạm Thùy Nhân viết kịch bản. Nhạc sĩ Bắc Sơn, diễn viên Thế Anh, Thái Ngân đóng vai chính.

## Nội dung
Bộ phim nói về một gánh xiếc đến biểu diễn tại một buôn làng Tây Nguyên, sự xuất hiện của họ cùng những tiết mục kỳ lạ tạo sự hấp dẫn tới dân làng. Khi biết những người đồng bào nơi đây sống cơ cực nhưng có các món đồ bằng vàng, chủ gánh xiếc đã quyết định ở lại biểu diễn và thu phí bằng vàng. Người chủ gánh xiếc đã thuyết phục những người nơi đây rằng các màn ảo thuật là phép màu, những điều lạ lẫm khiến dân làng u mê. Người lớn không còn lên nương, đám trẻ thì tin vào việc không làm mà vẫn có ăn; vì cái đói mà cậu bé Đác lén đến gánh xiếc tìm chiếc thúng thần kỳ luôn đổ ra gạo, nhưng chưa tìm được đã bị chủ gánh xiếc bắt lại. Sau một lần biểu diễn sai sót, sự thật bị phơi bày rằng không có phép màu nào cả khiến dân làng tức giâm, gánh xiếc đã phải rời đi. Bộ phim kết thúc với cảnh dân làng tiếp tục du canh, du cư đến nơi khác, quay trở lại với cuộc sống lao động như xưa.

## Phân vai
- Bắc Sơn vai Già làng
- Thế Anh vai Ông chủ
- Thái Ngân vai Lan
- Lương Hữu/Viễn Minh vai Đác[1][2]
- bé Khương vai Poupon
- Quang Hiếu vai Phù thủy
- Quang Minh vai Gã ốm
- Trần Văn Vâng vai Gã mập
- Lê Văn Lập vai Người gù
- Trần Thành Cang vai Ba Đắc
- Cẩm Vân vai Vợ phù thủy

## Sản xuất
Kịch bản gốc "Trò ảo thuật" của Phạm Thùy Nhân, lấy bối cảnh xã Phước Đại, Phan Rí Cửa, nơi ông sinh ra và được ông hoàn thành trong 7 ngày. Cậu truyện trong phim được lấy cảm hứng từ tuổi thơ của Phan Thùy Nhân. Ban đầu, kịch bản bị hai đạo diễn từ chối và một số lãnh đạo Hãng phim Giải Phóng không đồng ý cho sản xuất. Giám đốc của Hãng lúc bấy giờ cuối cùng đã chấp nhận nhưng chỉ cấp cho mức kinh phí ít ỏi. Sau khi biên tập xong, bộ phim lại bị lãnh đạo kiểm duyệt và "bỏ xó" hai năm mới được phát hành.
Ban đầu bộ phim do Quách Mạnh Kha sau đó là Trần Khải Hoàng chịu trách nhiệm sản xuất.
Trong hai năm này, để bộ phim có thể phát hành, cục trưởng Nguyễn Thụ đề nghị cắt bớt cảnh bong bóng xà phòng vỡ, đổi tựa thành Ngày xưa có kẻ hám vàng. Vẫn không được thông qua, hội đồng đề nghị quay thêm đoạn cuối, khẳng định phim có chủ đề lao động chứ không phải thứ khác. Là nghệ sĩ công chức, đạo diễn Việt Linh buộc phải chấp nhận, bà thay đổi bối cảnh gốc, trong đó đồi cỏ ngoại ô Phan Rang chọn làm cảnh nương rẫy của người đồng bào; lời thoại thêm vào để Già làng định hướng bé Đác: "Muốn có cái ăn cái tay phải làm, cái đầu phải đội mưa đội nắng; không có phép lạ nào hết con à".
Năm 1987, Phạm Thùy Nhân đưa đoàn làm phim đến vùng núi Phước Đại - Bắc Ái chọn cảnh quay. Bộ phim được hoàn tất các cảnh quay vào năm 1988. Bộ phim vẫn chưa được duyệt, một buổi chiếu thử diễn ra cho các nghệ sĩ bàn luận, đa số đều công nhận bộ phim "ổn". Sau nhiều cuộc họp, phê duyệt trong Hãng Giải Phóng Lãn Cục điện ảnh, thứ trưởng Đình Quang và Cục trưởng Cục điện ảnh Nguyễn Thụ đưa ra đề nghị nghị đổi tên phim thành Gánh xiếc rong. Vì nội phim nhạy cảm, bộ phim không được trình chiếu tại các vùng núi và các liên hoan phim nhớ ngoài vì những lý do không rõ ràng. Năm 1989, sau khi bộ phim được dựng hoàn thiện và nhờ có bài viết đăng trên báo Tuổi Trẻ của đạo diễn Đặng Nhật Minh, bộ phim mới được cấp phép. Trong cùng năm, ông Alain Jalladeau – giám đốc Liên hoan phim Ba Lục Địa, Nantes, Pháp đã mời bộ phim dự Liên hoan phim Nantes ở Pháp (1989), tuy nhiên bộ phim bin từ chối vì các rắc rối liên quan đến quá trình kiểm duyệt. Năm 1990, sau khi vượt qua quá trình kiểm duyệt, Gánh xiếc rong lại được mời đến Liên hoan phim Nantes, nhưng lần này bộ phận kiểm duyệt và các cơ quan liên quan không có phán quyết rõ ràng. Đến tháng 11 năm 1990, Gánh xiếc rong và phim Người tìm vàng (của đạo diễn Đào Bá Sơn) được tham dự Liên hoan phim quốc tế Những ngày điện ảnh Orléans. Một lần nữa ông Alain Jalladeau, lấy lí do mượn Gánh xiếc rong từ liên hoan phim Những ngày điện ảnh Orléans, để đưa bộ phim đến tranh giải tại Liên hoan phim Nantes. Bộ phim được trình chiếu tại đây mà không có phụ đề tiếng Anh hay tiếng Pháp cho khán giả.
Trước khi được gửi đi Liên hoan phim, bộ phim đã bị chỉnh sửa nhưng bản thân đạo diễn Việt Linh cũng không được biết.

## Đón nhận
Năm 2006, Gánh xiếc rong được mua lại từ Thụy Sĩ, cùng với Dấu ấn của quỷ, Chung cư và Mê Thảo - thời vang bóng được đạo diễn Việt Linh đưa đến triển lãm The Asia - Pacific Triennal of Contemporary Art (Tam niên nghệ thuật cận đại châu Á - Thái Bình Dương lần thứ 5) tại bảo tàng Queensland Art Gallery, Brisbane, Australia.
Năm 2010, Gánh xiếc rong là một trong những bộ phim tiêu biểu của điện ảnh Việt Nam, được chọn chiếu trong chương trình Viet Nam on film diễn ra tại Hà Nội.

## Giải thưởng
| Năm  | Sự kiện                                              | Đề cử                              | Kết quả      | Chú thích |
| ---- | ---------------------------------------------------- | ---------------------------------- | ------------ | --------- |
| 1990 | Liên hoan phim Việt Nam lần thứ 9                    | Quay phim xuất sắc (Đinh Anh Dũng) | Đoạt giải    |           |
| 1990 | Liên hoan phim Việt Nam lần thứ 9                    | Đạo diễn xuất sắc (Việt Linh)      | Đoạt giải    |           |
| 1990 | Liên hoan phim Việt Nam lần thứ 9                    | Khán giả bầu chọn (Phim)           | Đoạt giải    |           |
| 1990 | Liên hoan phim Việt Nam lần thứ 9                    | ???                                | Bằng khen    |           |
| 1990 | Liên hoan phim Việt Nam lần thứ 9                    | Phim hay nhất (phim điện ảnh)      | Bông sen Bạc | [ 9 ]     |
| 1990 | Liên hoan phim quốc tế Nantes (Pháp)                 | Giải khán giả bầu chọn             | Đoạt giải    | [ 9 ]     |
| 1991 | Liên hoan phim quốc tế Berlin                        | Ban giám khảo UNICEF               | Bằng khen    | [ 9 ]     |
| 1991 | Liên hoan phim quốc tế Uppsala (Thụy Điển)           | Giải khán giả thiếu nhi            | Đoạt giải    | [ 9 ]     |
| 1992 | Liên hoan phim quốc tế Fribourg (Thụy Sĩ)            | Grand prix                         | Đoạt giải    | [ 9 ]     |
| 1993 | Liên hoan phim quốc tế Laon (Pháp)                   |                                    | Bằng khen    | [ 9 ]     |
| 1993 | Liên hoan phim quốc tế "Phụ Nữ Madrid" (Tây Ban Nha) |                                    | Giải nhất    | [ 9 ]     |